# بيتر كاي (لاعب كرة قدم)
بيتر كاي (بالإنجليزية: Peter Kaye)‏ هو لاعب كرة قدم بريطاني، ولد في 4 فبراير 1979 في هدرسفيلد في المملكة المتحدة. لعب مع هدرسفيلد تاون.

## وصلات خارجية
- بيتر كاي على موقع قاعدة بيانات كرة القدم.إي يو (الإنجليزية)
- بيتر كاي على موقع Soccerbase.com (لاعب) (الإنجليزية)